# Thomas Schlijper
Thomas Schlijper (Maastricht, 1975) is een Nederlands fotograaf, werkzaam in Amsterdam als internet-, pers- en straatfotograaf. Als stadsfotograaf is hij gespecialiseerd in het vastleggen van het alledaagse leven in Amsterdam.
Schlijper won de Utrechtprijs van de Zilveren Camera voor zijn oeuvre van 1998, en kreeg het Steenbergen Stipendium toegekend voor zijn afstudeerwerk aan de Hogeschool voor de Kunsten Utrecht in 1999. In het nieuwe millennium ontving hij ook enige andere onderscheidingen. Schlijper woont sinds 2022 in Tel Aviv.   

## Foto's (selectie)

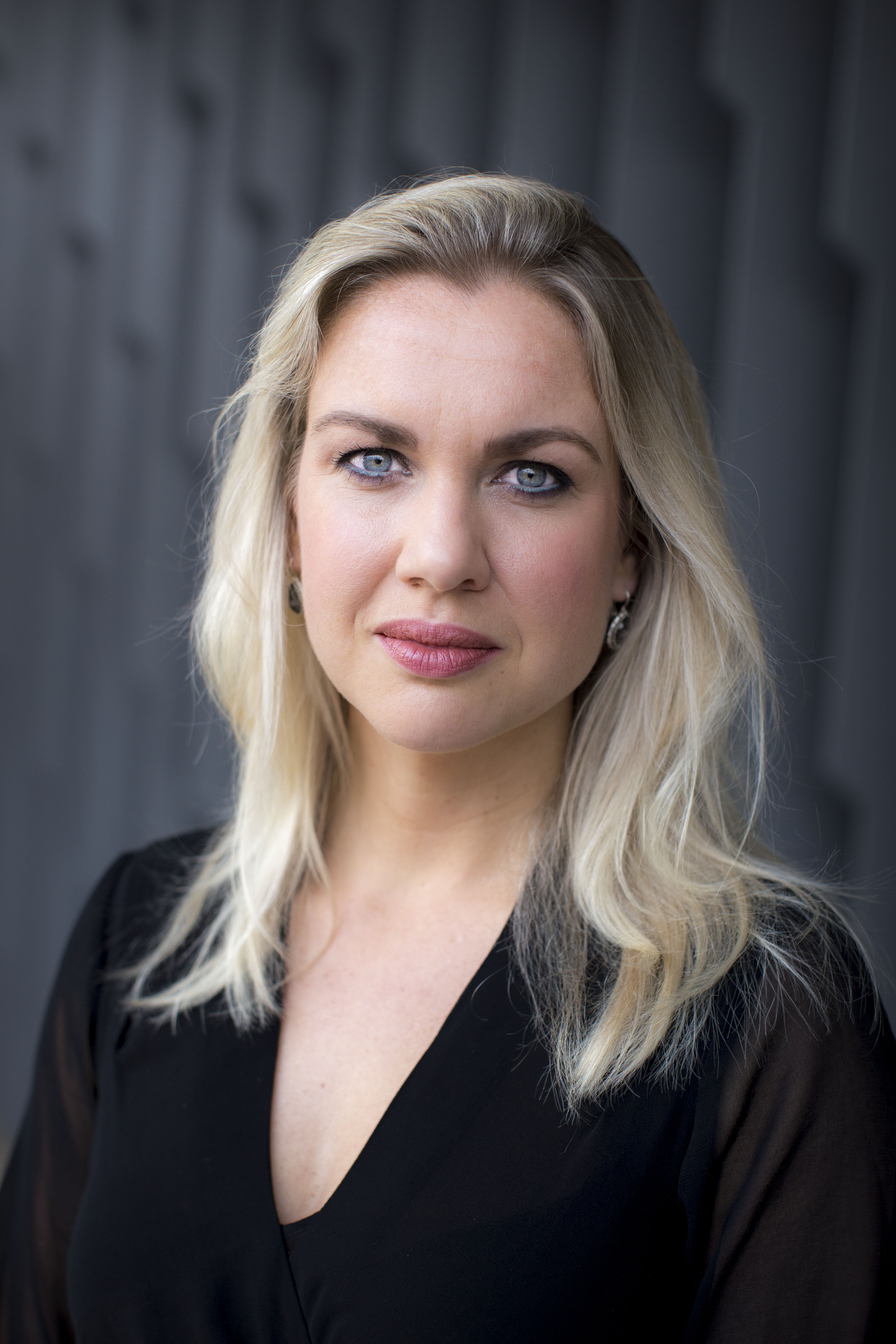
Femke Merel Arissen
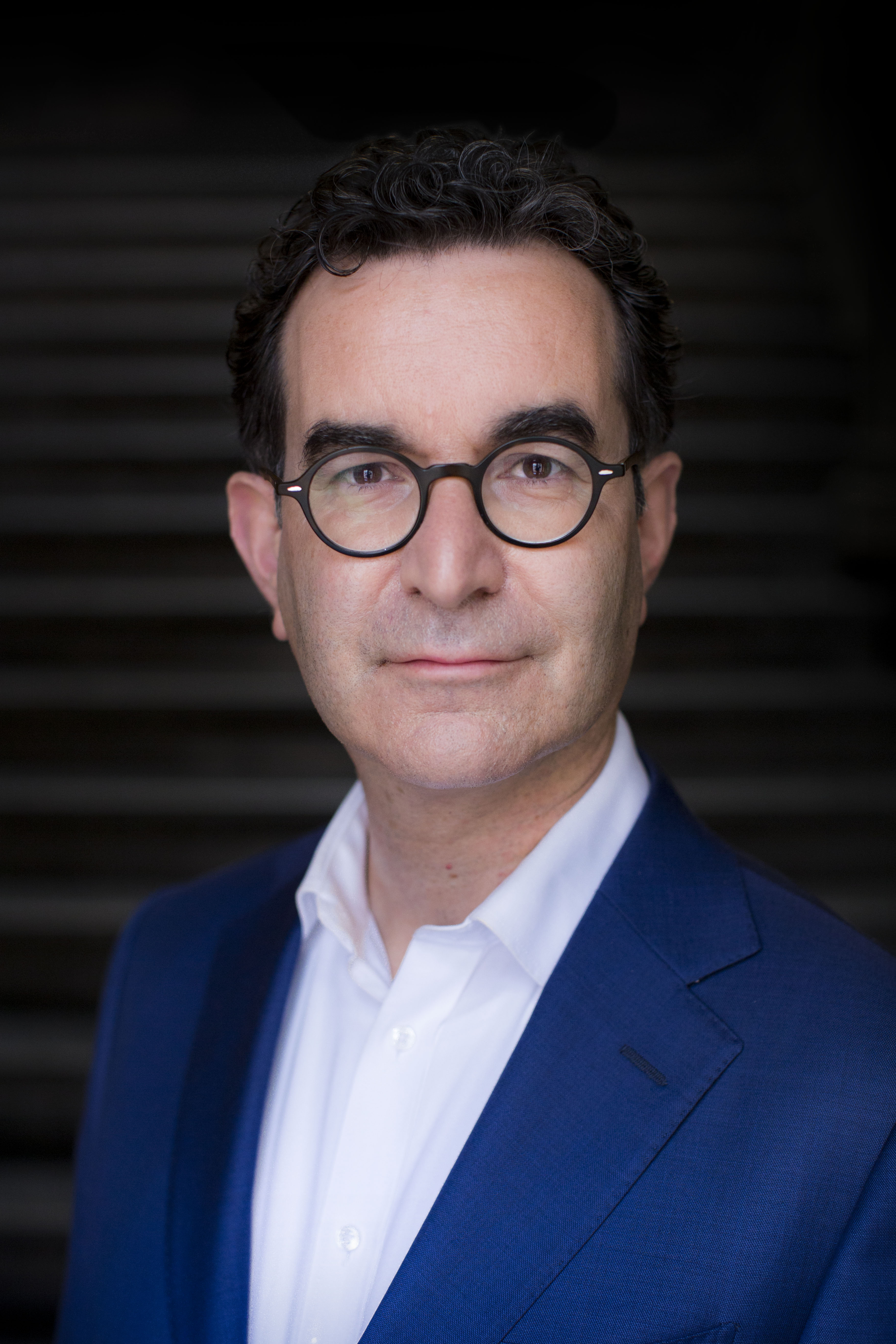
Frank Wassenberg
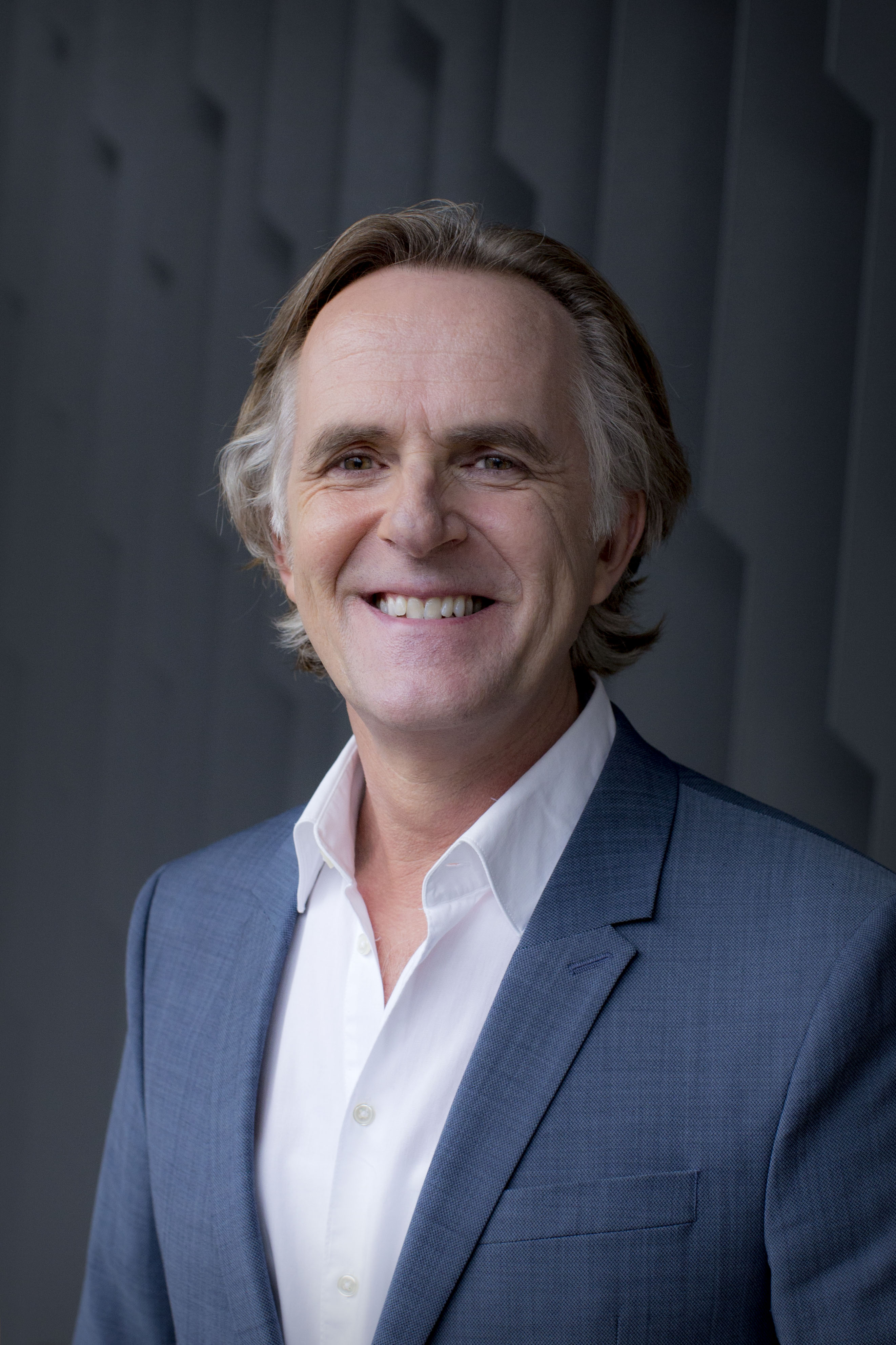
Lammert van Raan

## Boeken
- Thomas Schlijper, Ik ben I am Amsterdam, pixelperfectpublications
- Thomas Schlijper, Elke dag een lach, Gibbon UItgeefagentschap, ISBN 978-94-91363-06-1
- Thomas Schlijper, Voordeuren van Amsterdam, 2020. Uitgever: JEA. ISBN 978-90-83014-09-8
- Thomas Schlijper (met Arthur van Amerongen), Terug naar Tel Aviv, Ezo Wolf Uitgevers, ISBN 9789083490311